# Metro de Málaga
Metro de Málaga is de naam van het semimetronetwerk –een vorm van light rail– in de Zuid-Spaanse stad Málaga. De opening van het eerste deel vond plaats op 30 juli 2014. Het net van twee lijnen wordt bereden door in totaal 18 lagevloertrams van het type CAF Urbos. Het netwerk wordt geëxploiteerd door Agencia de Obra Pública de la Junta de Andalucía, het Agentschap voor Openbare Werken van de Raad van Andalusië.

## Netwerk
De lijnen 1 en 2 zijn in 2014 in gebruik genomen; ze verbinden de Westelijke buitenwijken met het hoofdstation. In 2023 werd een uitbreiding richting het centrum in gebruik genomen. Sindsdien is het vervoer in minder dan twee jaar tijd meer dan verdubbeld: van nog geen 7 miljoen in 2022 naar 18 miljoen passagiers in 2024. Voor lijn 2 is nog een ondergrondse uitbreiding gepland naar het noorden die gereed zal komen aan het einde van de jaren 20 van de 21ste eeuw. Oorspronkelijk waren er nog vier andere lijnen gepland waarvan er echter geen concrete plannen meer zijn om die te aan te leggen. 
| Lijn   | Bestemming   | Bestemming              | Lengte | Stations |
| ------ | ------------ | ----------------------- | ------ | -------- |
| Lijn 1 | Atarazanas   | Andalucía Tech          | 7,5 km | 13       |
| Lijn 2 | Guadalmedina | Palacio de los Deportes | 5,7 km | 8        |

## Fotogalerij

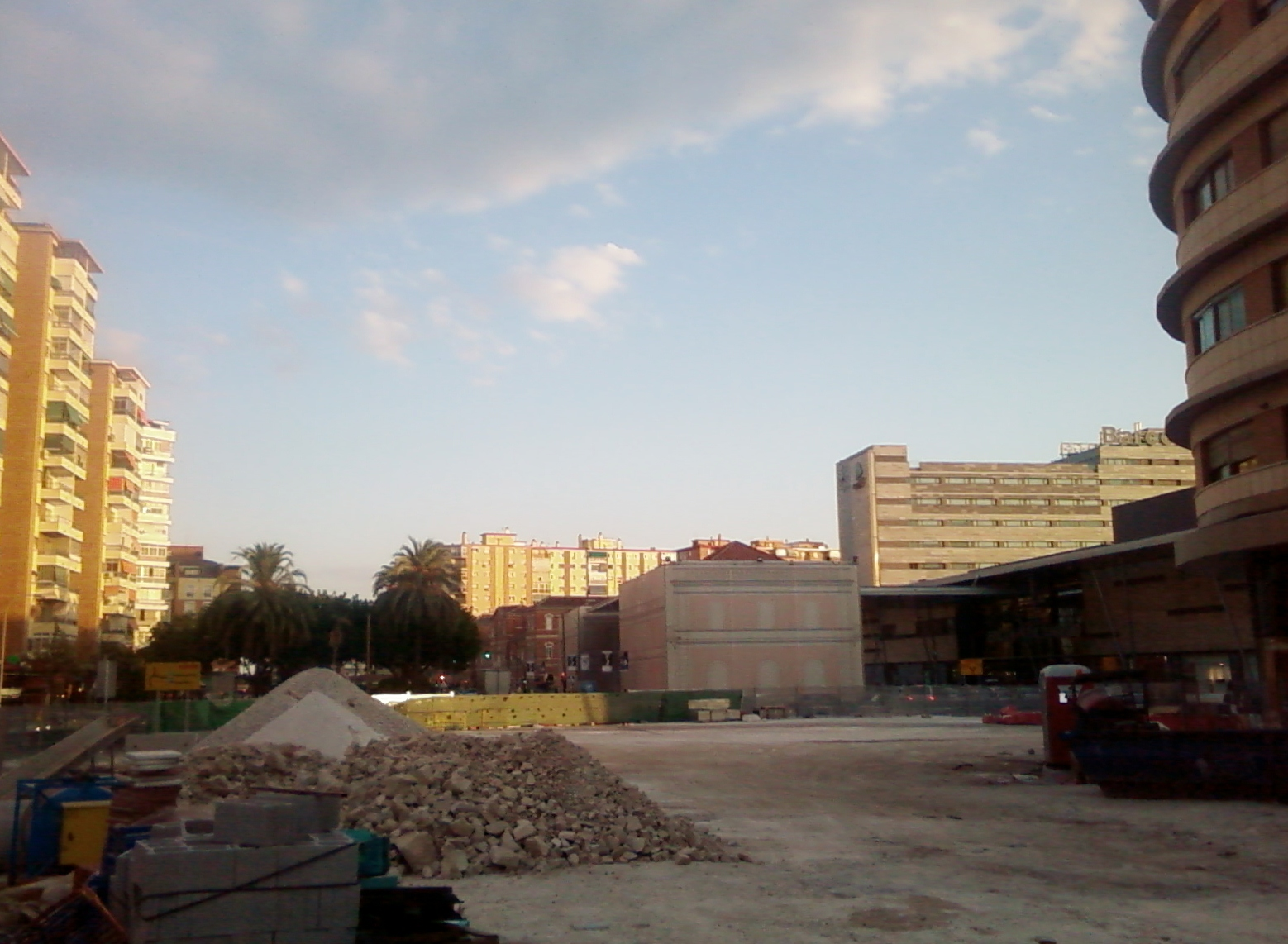
Aanleg tunnel nabij treinstation Málaga-María Zambrano
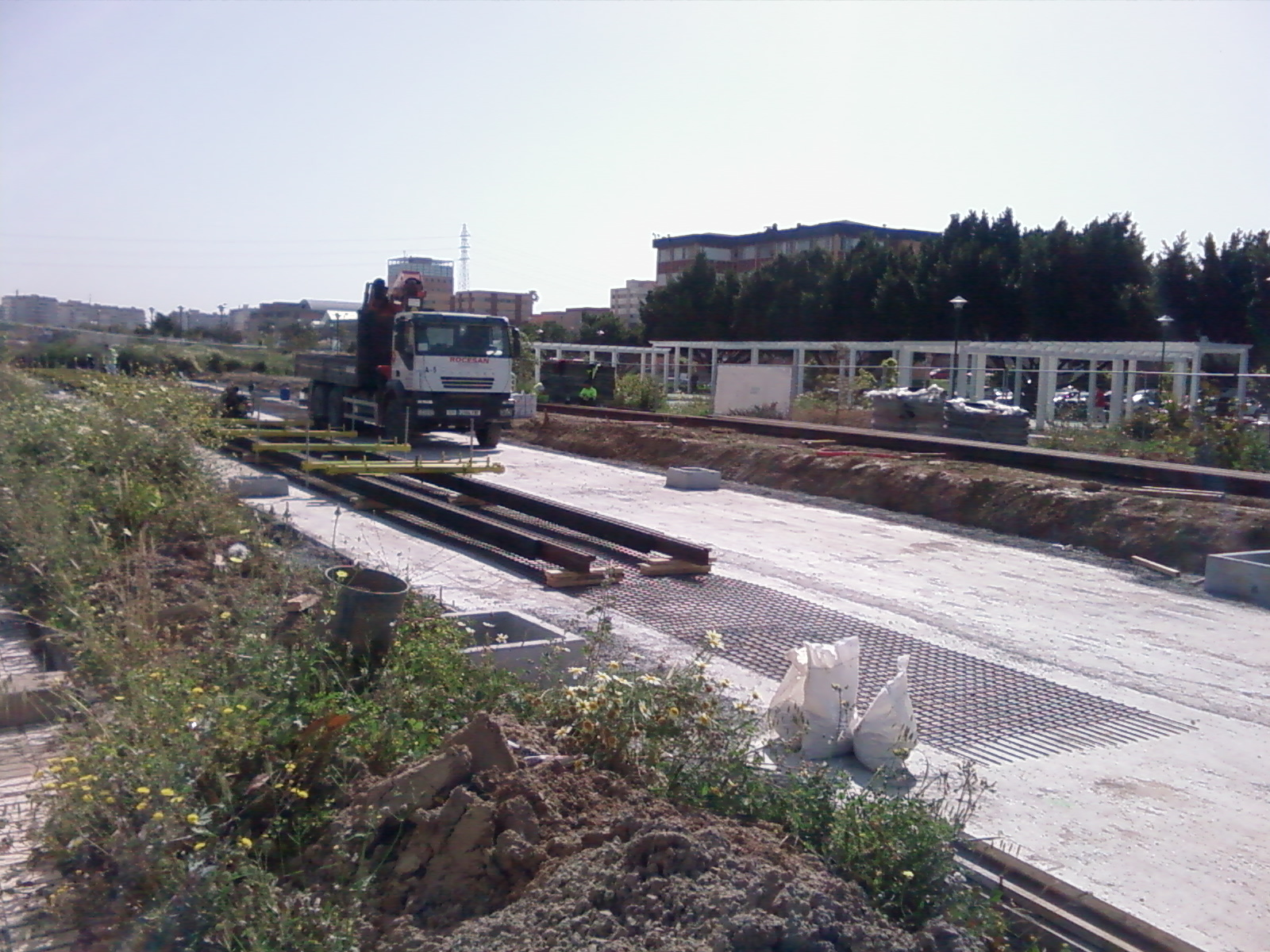
Aanleg bovengrondse lijn in de Teatinoswijk
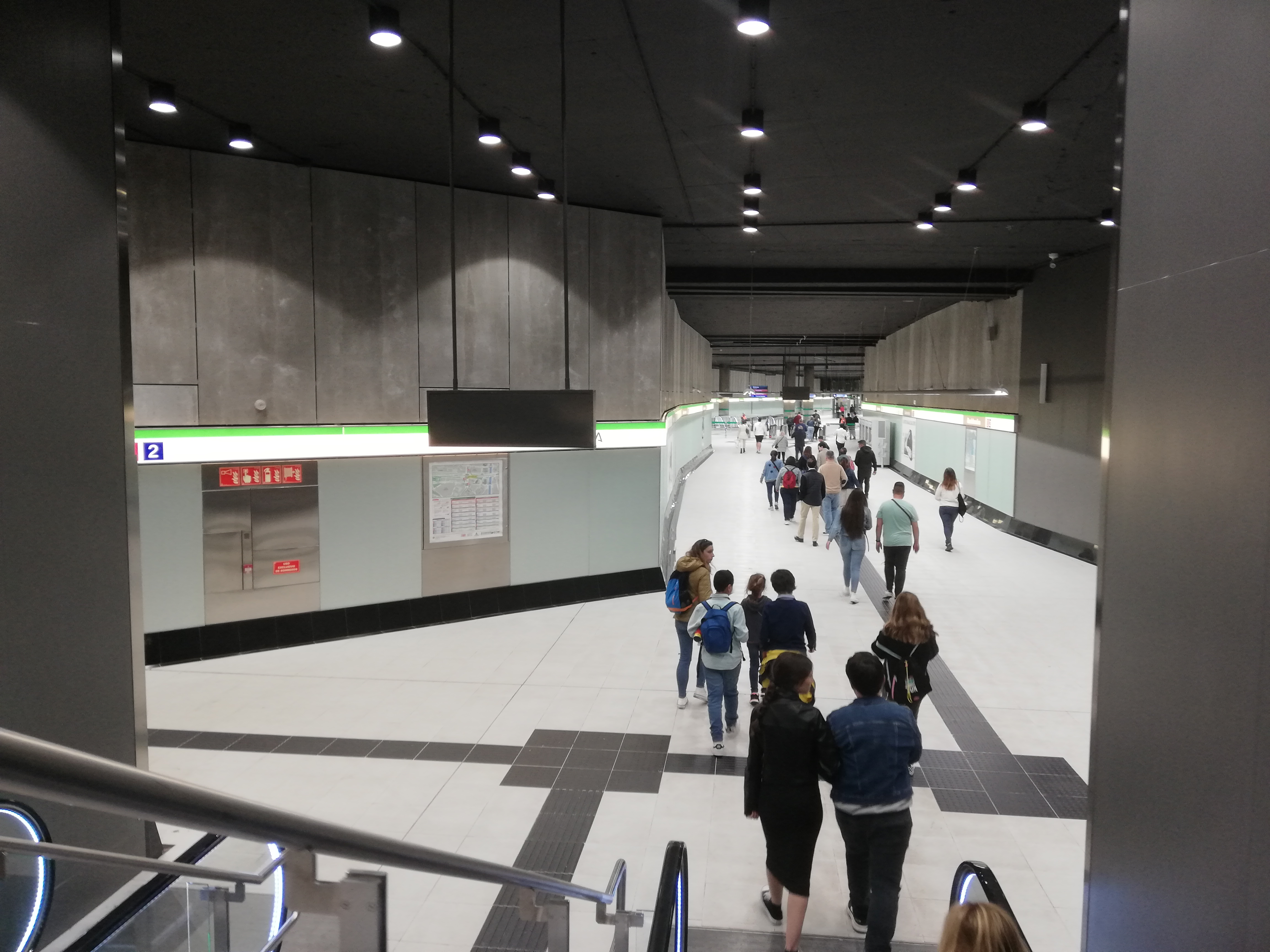
Station Guadalmedina
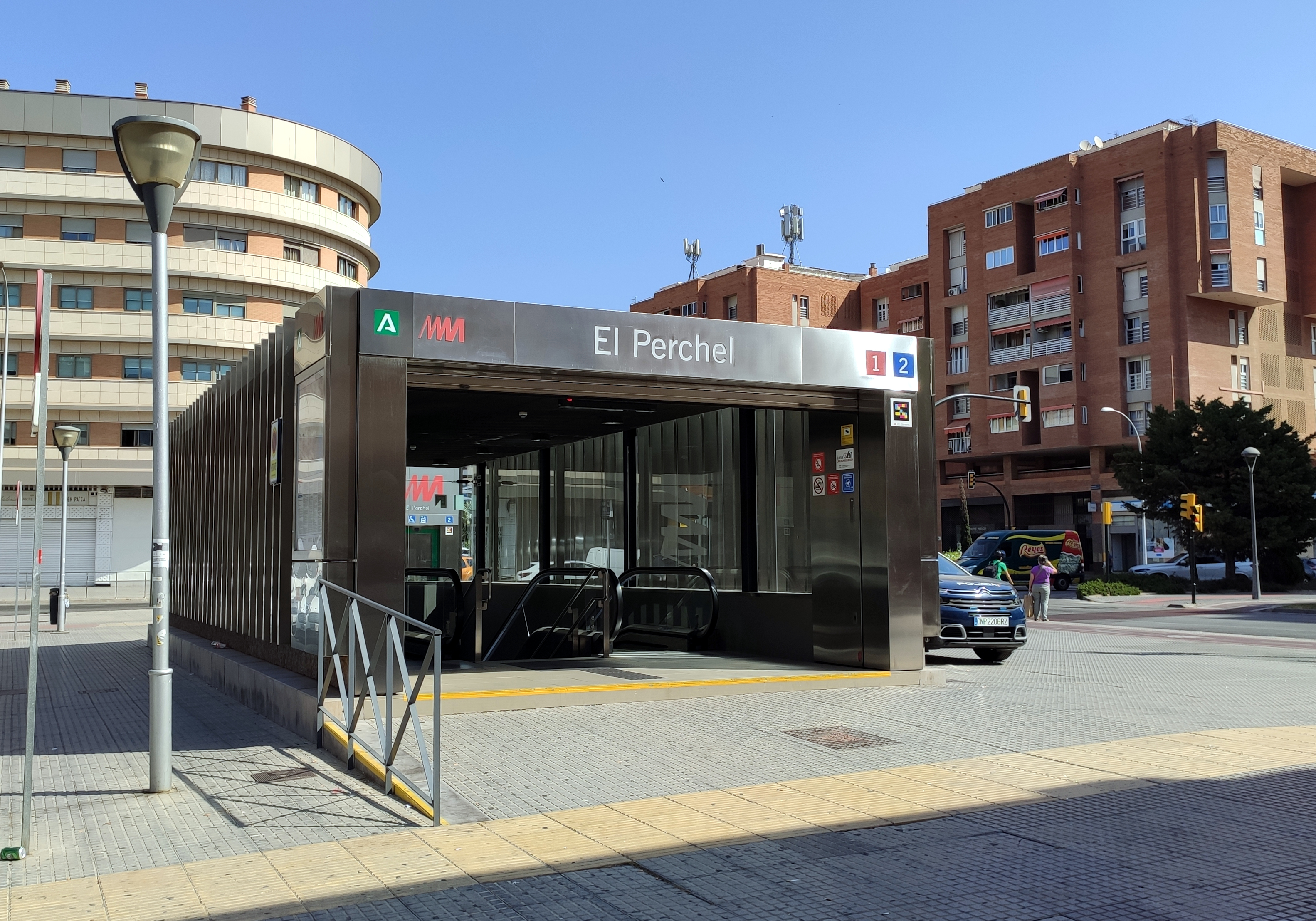
Station El Perchel
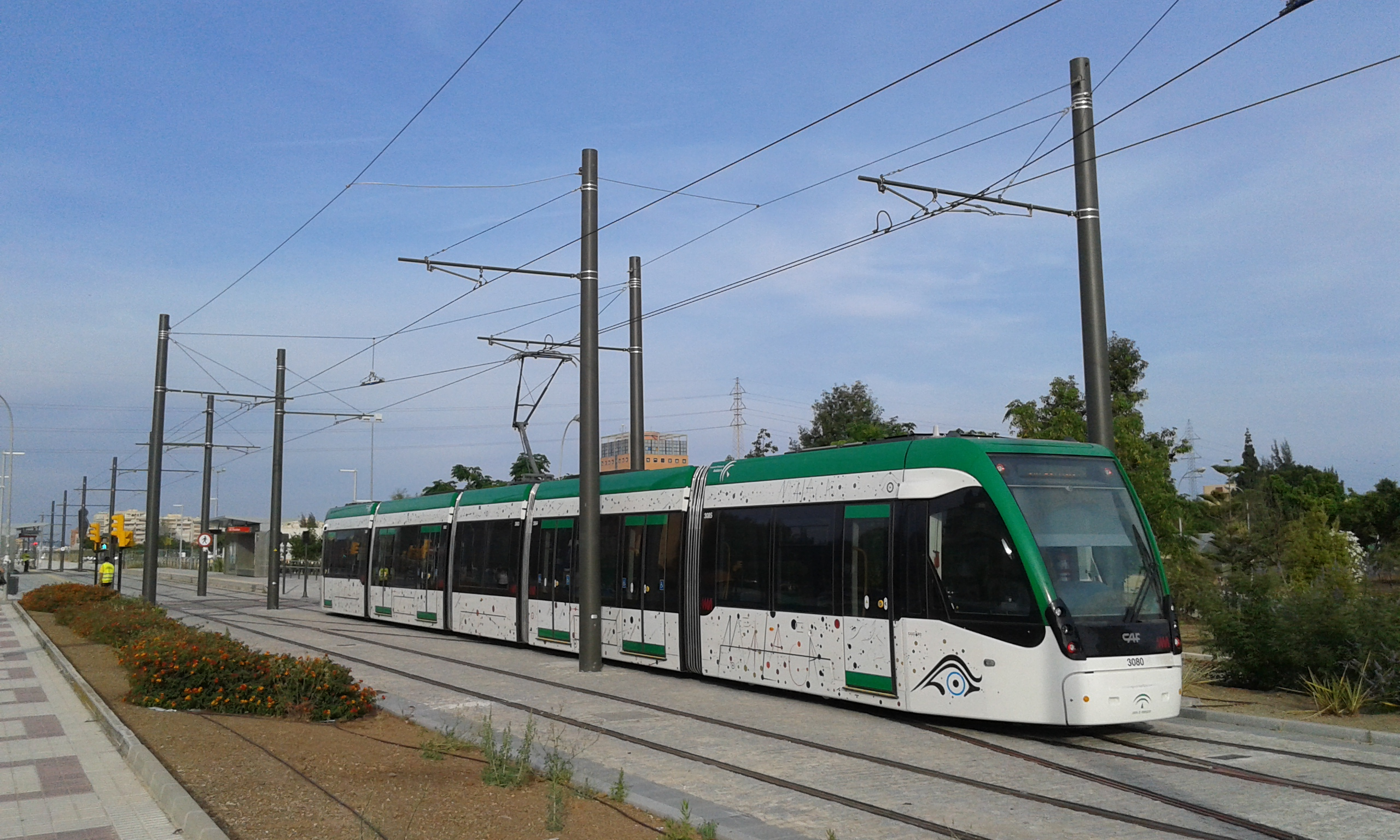
Tram bij halte Universidad
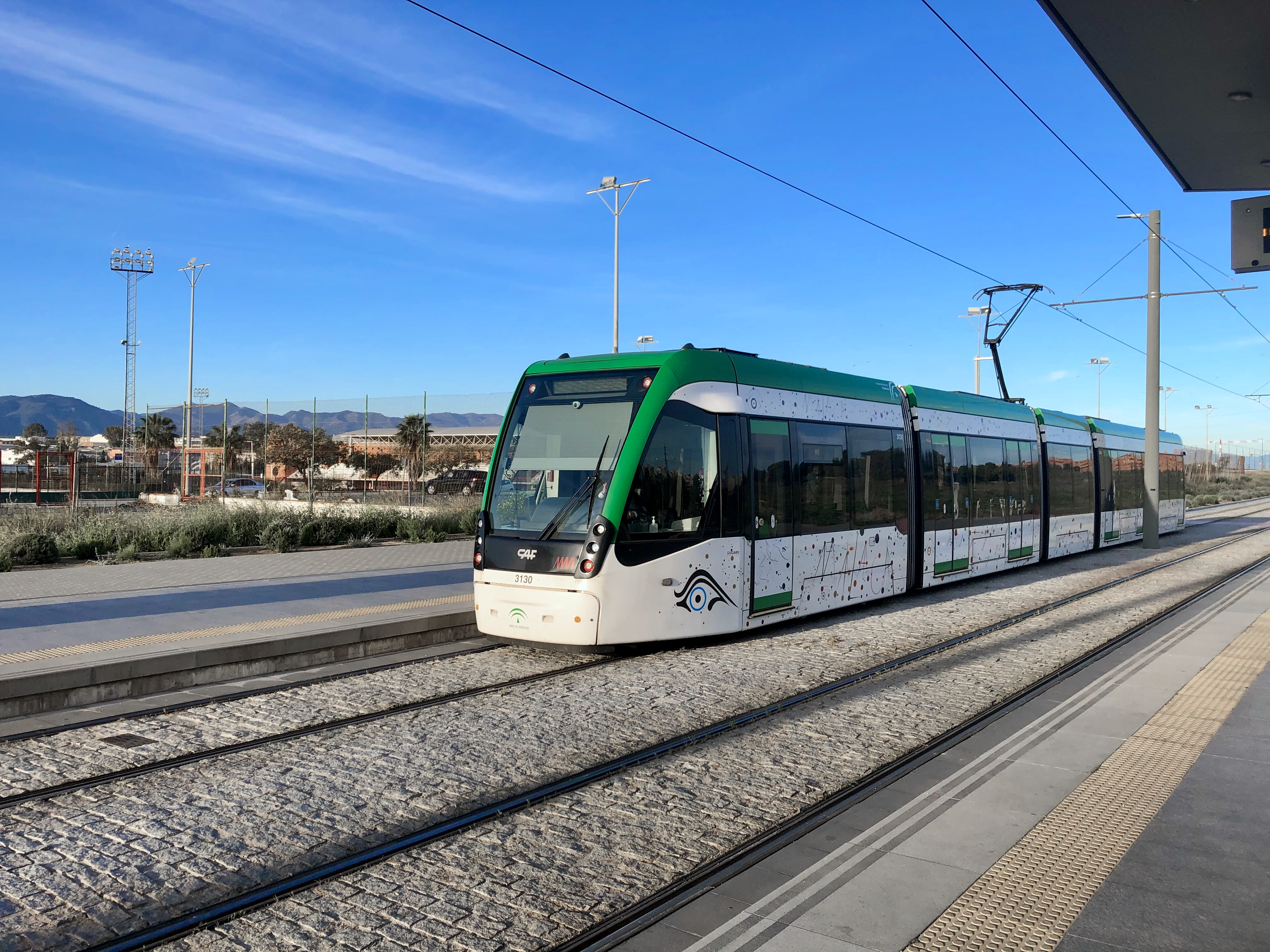
Tram bij halte Clínico